# Émilie du Châtelet
  Émilie du Châtelet    (París, 17 de desembre de 1706 - Lunéville, 10 de setembre de 1749), nascuda Gabrielle-Émilie Le Tonnelier de Breteuil i marquesa del Châtelet per matrimoni, fou una matemàtica, física i escriptora francesa.

## Vida
El seu pare era Louis Nicolas le Tonnelier de Breteuil, secretari principal i introductor d'ambaixadors del rei Lluís XIV, que gaudia d'una posició privilegiada dins l'activitat social de la cort. Sa mare, Gabrielle Anne de Froulay, fou educada en un convent.
Émilie du Châtelet fou una nena bastant maldestra, i rebé classes d'esgrima, equitació i gimnàstica per intentar millorar la seva coordinació. Estava molt ben educada pels temps que corrien, i a l'edat de dotze anys ja dominava l'espanyol, el llatí, l'italià, el grec i l'alemany; més endavant, publicà traduccions al francès d'obres teatrals i filosòfiques gregues. La seva família coneixia el poeta Bernard le Bovier de Fontenelle. Fou educada en matemàtiques, literatura i ciència. També li agradava dansar; podia tocar el clavicèmbal passablement, cantava òpera i era una actriu aficionada. A vegades, es jugava molts diners, usant les seves habilitats matemàtiques per a escollir la millor estratègia. Segons David Bodanis, va perdre 84.000 francs (740.000 € actuals) -una part dels quals eren prestats- en un vespre. Tanmateix, és probable que els seus rivals fessin trampes.

## Casament i relacions
El 20 de juny del 1725, es casà amb el marquès Florent-Claude du Chastelet i esdevingué marquesa del Châtelet (l'ortografia Châtelet fou introduïda per Voltaire i ara és estàndard). Es tractava d'un casament concertat i la parella no tenia gaire en comú, però ambdós respectaren els costums de l'època. Tingueren tres fills i, una vegada complides les seves responsabilitats maritals, Émilie i el seu marit decidiren de mantenir una mateixa llar, però viure vides separades. El marquès fou un militar i governador de Semur-en-Auxois a la Borgonya, mentre que Émilie du Châtelet romangué a la cort reial. A les classes altes de la França d'aquells temps, era acceptable que tant el marit com la dona tinguessin un amant.
Émilie du Châtelet tingué tres relacions amoroses abans de conèixer Voltaire. Als vint-i-quatre anys, va tenir un afer amb Louis François Armand du Plessis, duc de Richelieu, que durà un any i mig. El duc estava interessat en la literatura i la filosofia, i Châtelet era una de les poques dones que podia conversar amb ell al mateix nivell. Llegia tots els llibres importants, assistia sovint al teatre i li agradaven els debats intel·lectuals. Châtelet expressà el seu interès en les obres d'Isaac Newton i Richelieu l'encoratjà a rebre lliçons de matemàtica superior per entendre millor les seves teories. Moreau de Maupertuis, un membre de l'Acadèmia de les Ciències, esdevingué el mentor de Châtelet en geometria. Era un matemàtic, astrònom i físic que donava suport a les teories de Newton, que eren un tema molt debatut a l'Acadèmia.

## La relació amb Voltaire
Châtelet va conèixer Voltaire el 1733 i, el 1734 davant la possibilitat que les autoritats franceses empresonessin el filòsof arran de la publicació del seu llibre Cartes filosòfiques als anglesos, li va oferir la possibilitat d'anar a viure a la seva casa de camp, a Cirey-sur-Blaise (Alt Marne), on posteriorment ella es va mudar i on es van convertir en parella durant molt de temps (en connivència amb el seu marit). Allà estudià física i matemàtiques i publicà articles i traduccions científiques. A jutjar per les cartes de Voltaire a amics seus i els seus comentaris sobre les obres de l'un i de l'altra, vivien junts amb gran admiració i respecte mutus. Junts van muntar una biblioteca de més de 20.000 volums i un petit teatre on es representaven les premières de les obres de Voltaire. Per tot això Cirey es va convertir en un centre intel·lectual de primer ordre on es trobaven els literats i científics més prestigiosos i on, a diferència de les acadèmies oficials, les dones eren benvingudes.

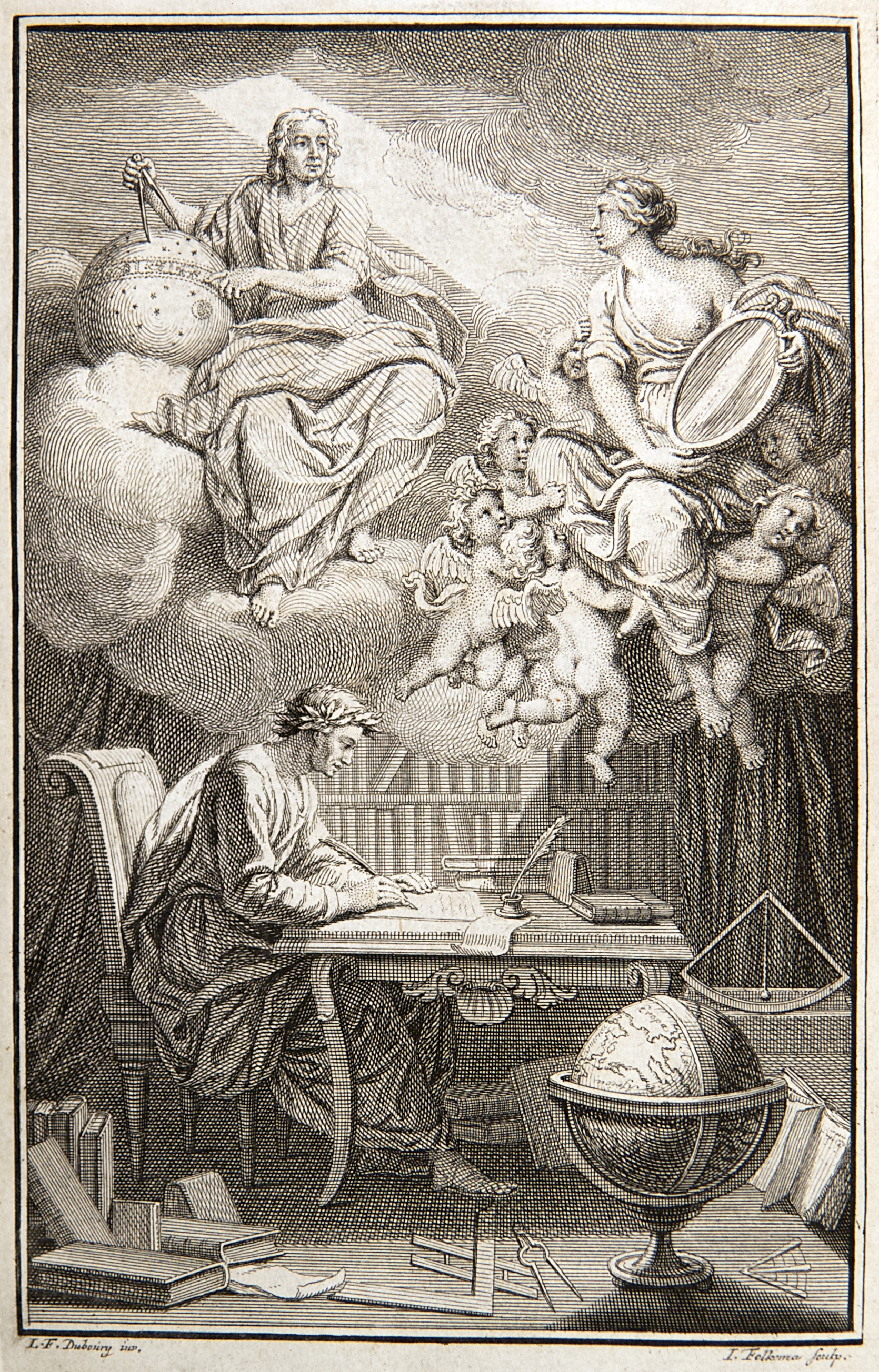
Al frontis de la seva traducció de l'obra de Newton, du Châtelet és representada com la musa de Voltaire, transmetent els pensaments "divins" de Newton a Voltaire

El 1744 la parella va trencar a causa d'una infidelitat de Voltaire, van deixar de viure formalment com a parella sota el mateix sostre però no van deixar de ser amics i col·legues.
L'últim afer de Châtelet fou fatal. Quan passava dels quaranta anys, va tenir una relació amb el poeta Jean François de Saint-Lambert, que la deixà embarassada. En una carta a una amiga, expressà els seus temors que, a causa de la seva edat, no sobreviuria a l'embaràs. El 4 de setembre de 1749 Châtelet donà a llum una nena a la qual va anomenar Estanislao-Adeläide, però morí sis dies més tard d'un embolisme als quaranta-dos anys.
Qua va morir, Voltaire va declarar que du Châtelet era "un gran home, l'únic defecte del qual era ser una dona".
Hi ha un cràter a Venus anomenat en honor seu.

## Obres
El debut d'Émilie du Châtelet com a escriptora va ser el 1736 amb el pròleg que va fer de l'obra La faula de les abelles, de Bernard Mandeville, que ella mateixa va traduir. En aquest escrit du Châtelet dona la seva opinió sobre la capacitat intel·lectual de les dones.
| «                                                                            | Estic convençuda que la majoria de les dones o ignoren els seus talents per defecte de la seva educació, o els enterren per perjudici o falta de valor. El que jo he experimentat en mi em confirma aquesta opinió. L'atzar em va fer conèixer gent de lletres que es va fer amiga meva. Vaig veure amb gran sorpresa que em paraven atenció. Aleshores vaig començar a creure que era una criatura pensant... | » |
| — Émilie du Châtelet, Pròleg a La faula de les abelles de Bernard Mandeville | |   |

El 1737, va publicar l'obra Dissertation sur la nature et la propagation du feu, basada en la seva investigació del foc, que predigué el que avui en dia es coneix com a radiació infraroja i la naturalesa de la llum.
El seu llibre Institutions de Physique sortí el 1740 i fou presentat com una revisió de les noves idees científiques i filosòfiques que el seu fill havia d'estudiar, però incorporava i intentava conciliar idees complexes dels pensadors capdavanters de l'època. En aquesta obra, combinà les teories de Gottfried Leibniz i les observacions pràctiques de Willem Jacob's Gravesande per demostrar que l'energia d'un objecte en moviment és proporcional a la seva massa i el quadrat de la seva velocitat (E ~ mv²), i no directament proporcional com pensaven Isaac Newton, Voltaire i d'altres. Quan Albert Einstein revelà la seva famosa equació de l'energia de la matèria E = mc² (en què c representa la velocitat de la llum), es correspongué perfectament amb el principi reconegut per Émilie du Châtelet 150 anys abans. Amb la publicació d'aquesta obra li va ser concedit el nomenament com a membre de l'Acadèmia de Ciències de Bolonya.
Anys després va escriure el Discurs de la felicitat, obra autobiogràfica que no va ser publicada fins a l'any 1779, on tornava a parlar de les dones, entre altres coses.
L'any de la seva mort completà l'obra reconeguda com la seva fita més destacada en què havia començat a treballar el 1736: la traducció al francès, amb un comentari propi, de la Principia Mathematica de Newton, extraient dels principis de la mecànica postulats per Newton una noció sobre la conservació de l'energia. L'edició la va acompanyar d'una extensa introducció que la feia més entenedora i d'uns apèndixs matemàtics on resolia les equacions diferencials proposades per Newton, després d'haver-les revisat amb el matemàtic Alexis Claude Clairaut. Aquesta traducció encara és actualment la traducció estàndard de l'obra al francès.